# Oplatocera siamensis
Oplatocera siamensis är en skalbaggsart som beskrevs av Hüdepohl 1994. Oplatocera siamensis ingår i släktet Oplatocera och familjen långhorningar. Inga underarter finns listade i Catalogue of Life.